# Battletoads Arcade
Battletoads Arcade, även känt som Super Battletoads, eller enbart Battletoads är ett arkadspel utvecklat av Rare och utgivet av EA 1994. Spelet släpptes aldrig till någon av hemkonsolerna, men en SNES-version var på gång, men släpptes aldrig.Det är tillsammans med Game Boy-varianten, det enda Battletoads-spel där Mörkrets drottning inte är slutboss.

## Handling
Spelet består av sex olika banor. På bana 1 skall man skydda en stjärnfarkost mot Mörkrets drottnings styrkor, medan man på andra banan befinner sig i en isgrotta. På tredje banan befinner man sig ombord på en av Mörkrets drottnings slag-rymdfarkoster. Fjärde banan är en grott-hålla, och starkt om Wookiehålet i NES-versionen. Femte banan utspelar sig i Mörkrets drottnings herrgård, innan slutstriden utkämpas på sjätte banan, och utspelar sig i luften, samt på fiendens fästning. Slutbossen är Robo-Manus, som då han blivit besegrat skjuter ner Battletoads rymdfarkost, som snart kraschar på en närliggande planet. De klarar sig dock, och återvänder till SS Vulture genom att använda sig av teleportern.

### Fotnoter
1. ↑  Battletoads Retrospective | What happened to Rare's popular hardcore beat-'em-up, IGN, 13 januari 2009.
2. ↑  The Forgotten: Battletoads on the go and in the arcades, Destructoid, 25 september 2009.